# J-Cart

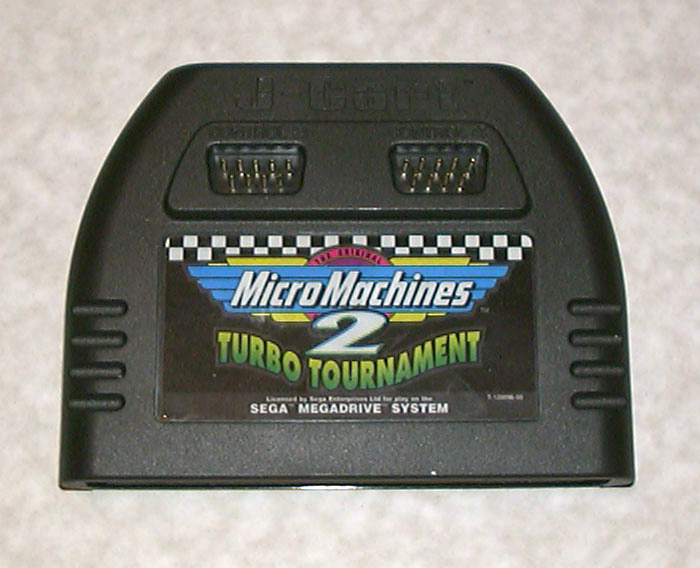
J-Cart von Codemasters

Die J-Cart war ein von Codemasters entwickeltes Speichermodul für den Sega Mega Drive mit zwei integrierten Controller-Anschlüssen, so dass auch ohne Mehrspieleradapter vier Spieler gleichzeitig gegeneinander antreten konnten.
Die beiden für den Mega Drive zur Verfügung stehenden Mehrspieleradapter von Electronic Arts und Sega waren  zueinander inkompatibel, so dass Codemasters mit der J-Cart eine sinnvolle Alternative sahen, die auch in der Herstellung günstig war.
Bedingt durch die späte Markteinführung im Produktlebenszyklus des Mega Drives war der Erfolg der J-Cart relativ bescheiden, die Spiele mit J-Cart blieben überschaubar und kamen nur von Codemasters selbst:
- Pete Sampras Tennis
- Micro Machines 2, 96, Military
- Super Skidmarks

Ein Teil dieser Spiele wurde später noch einmal als normales Modul auf den Markt gebracht.